# František Kacafírek
František Kacafírek (4. února 1956 – 28. října 2016) byl český houslista rockové kapely Tři sestry (od roku 1991) a country kapel Greenhorns a Noví Zelenáči (od roku 1981 – 2015). Byl i členem skupin Banjo Band Ivana Mládka, Poutníci Praha, bluegrassových skupin Blanket, Grass Colors a Naley Band. Poslední rok nebyl aktivní, neboť se potýkal s vážnými zdravotními problémy a přestal slyšet na jedno ucho.